# جورج كروفورد (سياسي)
جورج كروفورد (بالإنجليزية: George Crawford)‏ هو سياسي كندي، ولد في 1793، وتوفي في 4 يوليو 1870. انتخب عضو مجلس الشيوخ الكندي.